# Drebacher Krokuswiesen

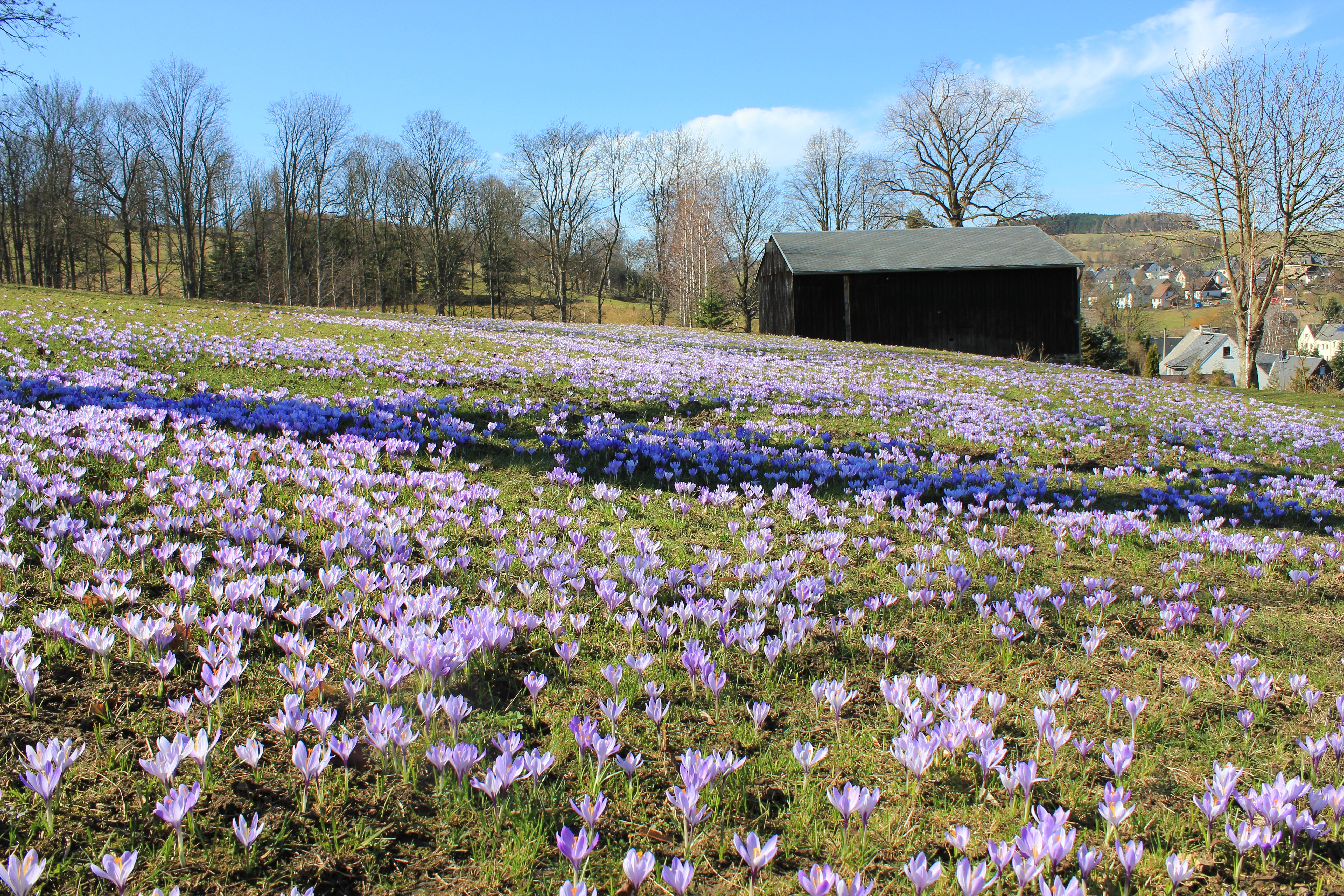
Krokusblüte in Drebach 2013

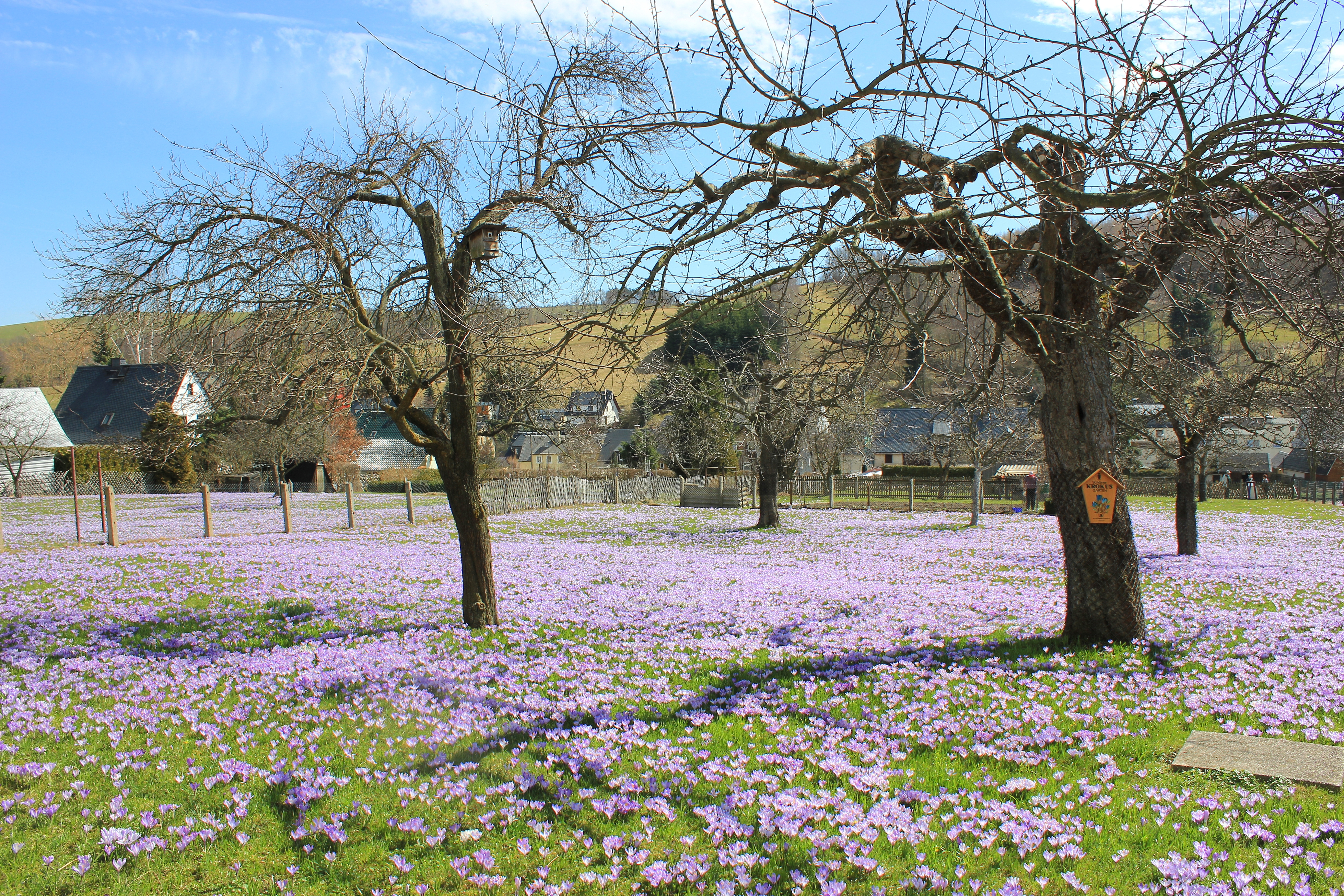
Krokusblüte auf einer Obstwiese

Die Drebacher Krokuswiesen sind eine Sehenswürdigkeit in der sächsischen Gemeinde Drebach im Erzgebirge in Deutschland. Das ca. 7 Hektar große Areal besteht aus über 40 Flächen-Naturdenkmalen und ist in der Zeit der Krokusblüte (von März bis April) ein beliebtes Ausflugsziel in der Region. Bei den im Volksmund „Nackte Jungfern“ genannten Krokussen handelt es sich um Frühlings-Krokusse der Spezies Crocus albiflorus subsp. neapolitanus.

## Geschichte
Der Legende nach soll im 17. Jahrhundert der Ortspfarrer David Rebentrost (1614–1703) dem sächsischen Kurfürsten Johann Georg II. zu Hilfe geeilt sein, als dieser an der Heinzebank einen Jagdunfall erlitt, und ihn behandelt haben. Als Dank durfte er sich aus dem kurfürstlichen Garten in Dresden drei Pflanzen auswählen. Rebentrost entschied sich für die Krokusse, die Doldige Vogelmilch (Dolden-Milchstern) und eine Eibe (Taxus baccata). Die Eibe gedieh bis etwa 1980 im Garten des Pfarrguts, wo sie noch in abgestorbenem Zustand zu sehen ist. Während die Doldige Vogelmilch nur noch vereinzelt anzutreffen ist, breiteten sich die Krokusse massenhaft über den unteren Teil von Drebach aus, sodass daraus die Krokuswiesen entstanden.
Seit 1934 stehen die Krokuswiesen unter Naturschutz.

## Impressionen

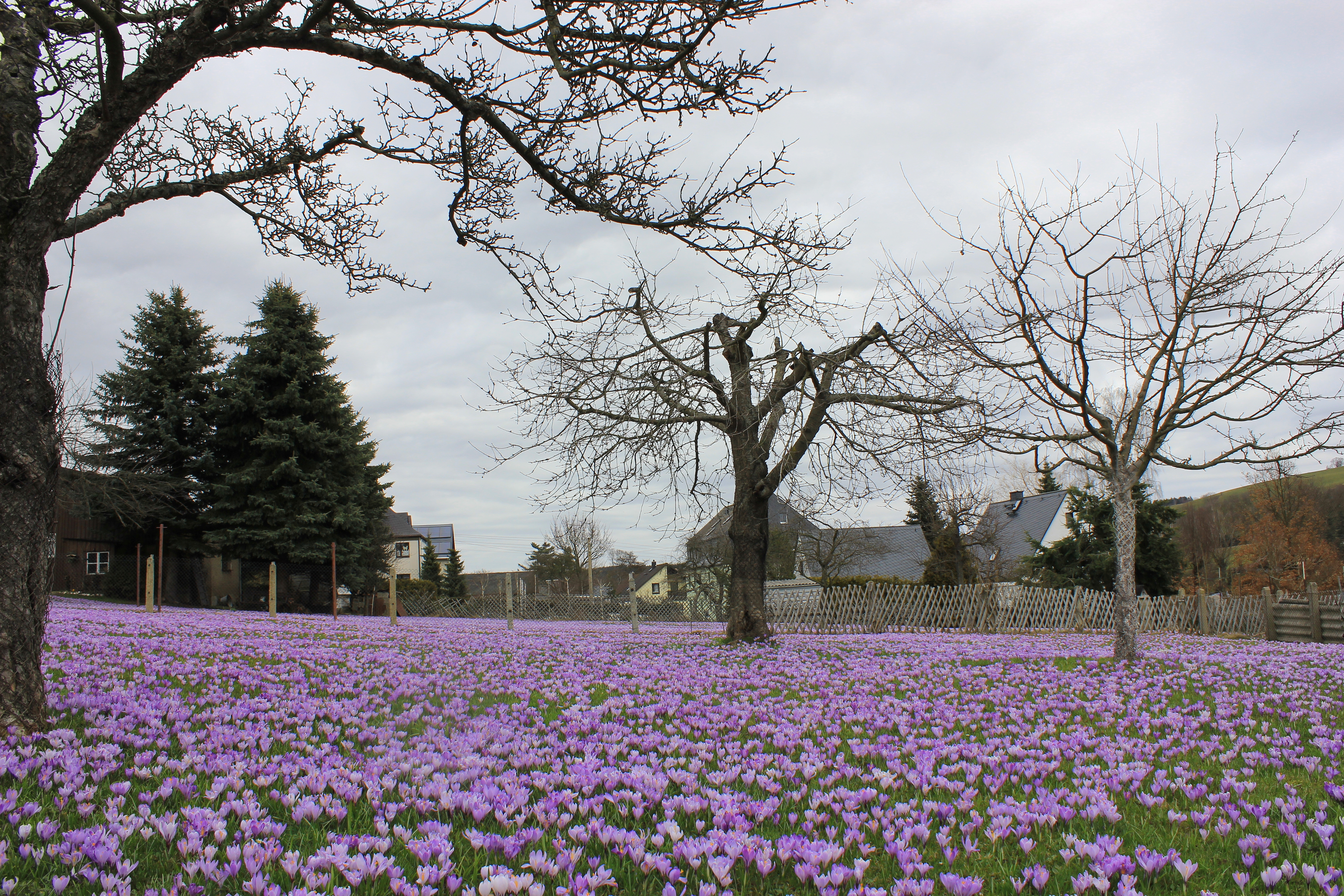
Blühaspekt auf einer Obstwiese
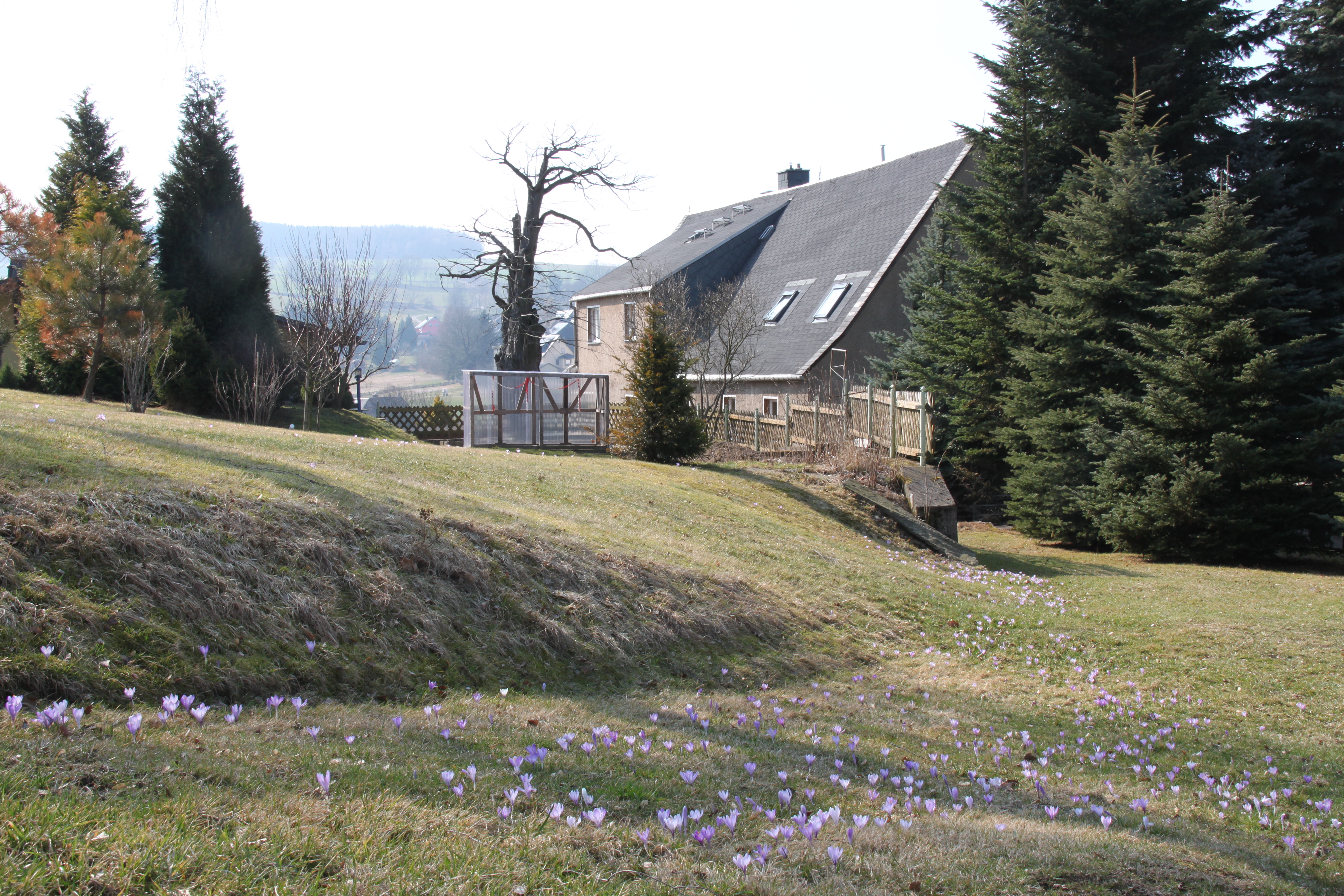
Krokusse am Pfarrgut Drebach
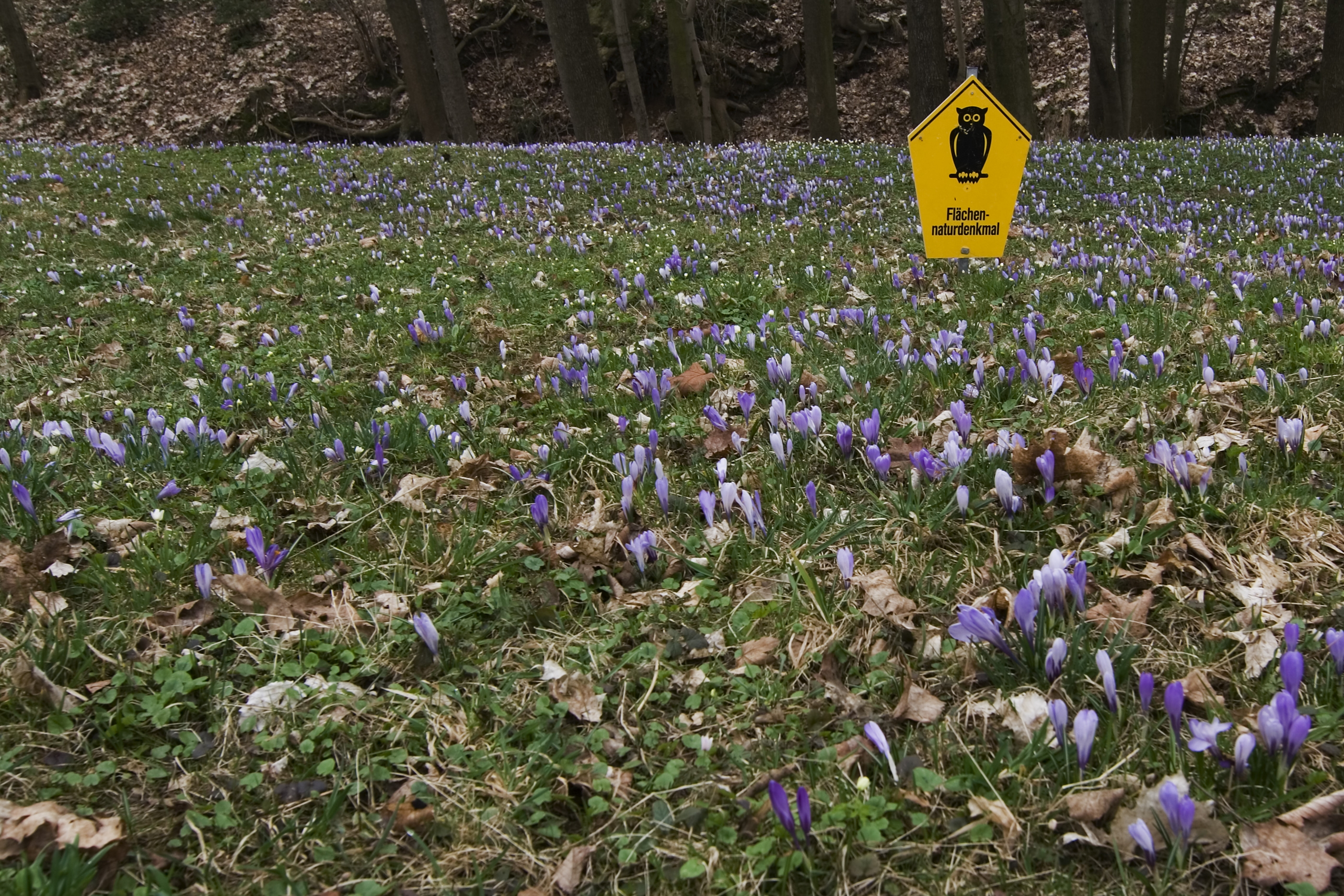
Flächennaturdenkmal-Schild in Drebach
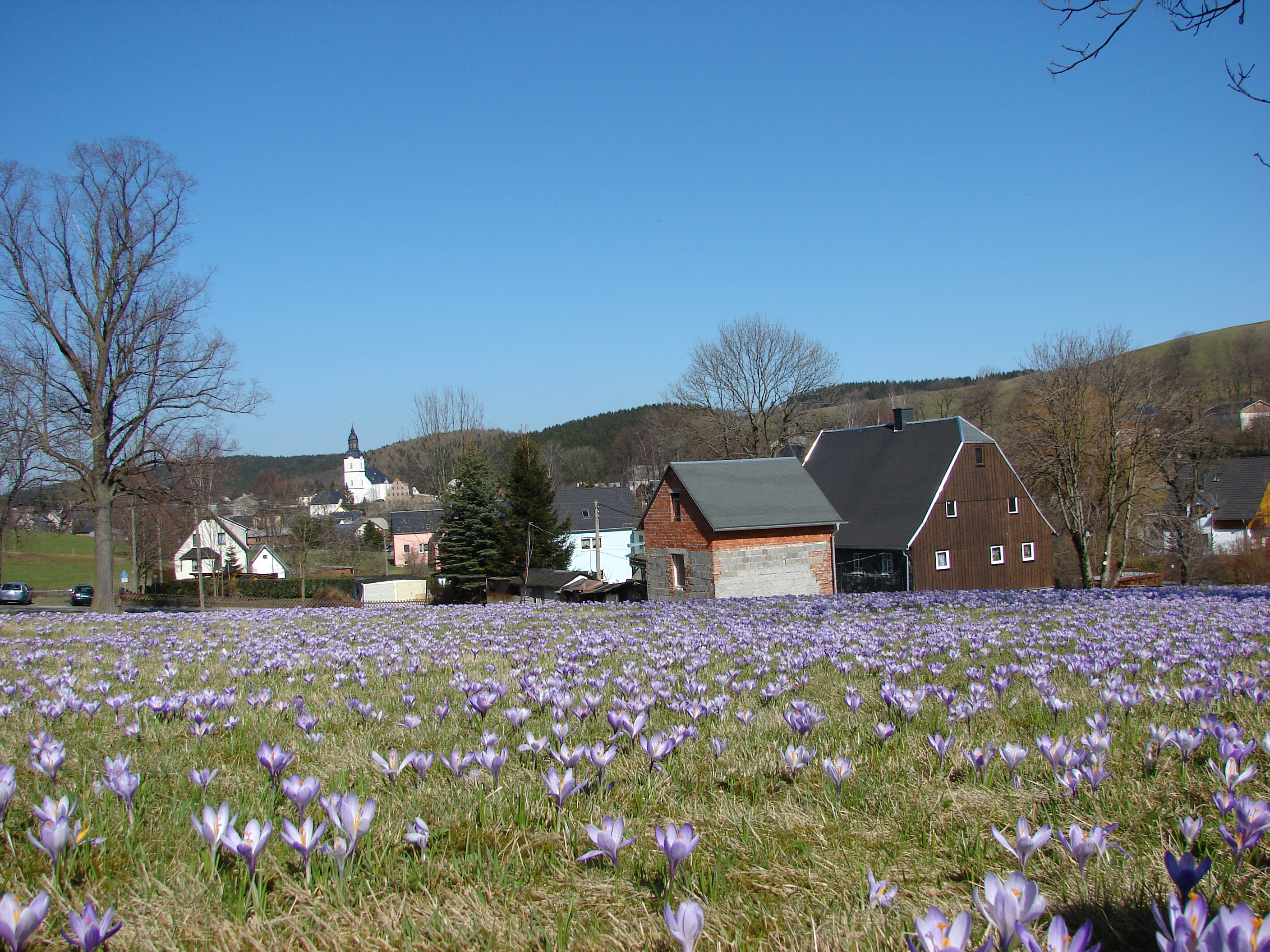
Krokuswiese vor dem Drebacher Ortsbild